# Mulenahalli, Belur
Mulenahalli là một làng thuộc tehsil Belur, huyện Hassan, bang Karnataka, Ấn Độ.